# ۳۹ زن برزنجیر
۳۹ زن برزنجیر یک ستاره است که در صورت فلکی آندرومدا قرار دارد.